# Tien Kung
1. Preusmjeri Nacrt:Tien Kung